# Teatro Malandro
Le Teatro Malandro est une compagnie de théâtre, basée en Suisse, fondée et dirigée par le comédien et metteur en scène Omar Porras et son épouse, Marion Speck.

## Historique
Le Teatro Malandro est fondé en 1990 par Omar Porras et son épouse, Marion Speck, dans un squatt genevois. Ils créent avec cette troupe plusieurs spectacles, sur des scènes itinérantes ainsi qu'au Garage, rue Adrien-Lachenal, au début des années 1990, présentant notamment Ubu roi, d'Alfred Jarry, La Tragique histoire du docteur Faust, de Christopher Marlowe, La Visite de la vieille dame, de Friedrich Dürrenmatt.
La compagnie secoue le milieu théâtral local. En 1995, elle se voit proposer par Claude Stratz, directeur de la Comédie de Genève, de mettre en scène Othello, de William Shakespeare, dans un théâtre « en vrai », pour la première fois. Puis, en 1997, la compagnie s'implante dans un lieu qui lui est spécifique, une ancienne usine, tout en continuant à se produire en tournées dans d'autres théâtres, en Suisse, en France, en Allemagne, en Amérique latine, au Japon, etc.,,. Puis en 2013, la compagnie s'installe à la Cité Bleue, dans le giron de la Cité universitaire de Genève

## Créations
- Ubu roi (1991 et repris en 1993) de Alfred Jarry[5]
- La Tragique Histoire du Docteur Faust (1992) de Christopher Marlowe[5]
- La Visite de la vieille dame (1993-1994) de Friedrich Dürrenmatt[5]
- Othello (1995) de William Shakespeare[5],[2]
- Strip-tease (1997) de Sławomir Mrożek[5]
- Noces de sang (1997-2000) de Federico Garcia Lorca[5],[1]
- Bakkhantes (2000), de Euripide[5]
- Ay! Quixote (2001-2003) de Miguel de Cervantes[5]
- L'Histoire du soldat (2003) d'Igor Stravinsky et Charles Ferdinand Ramuz[5]
- La Visite de la vieille dame (2004-2005) de Friedrich Dürrenmatt[5]
- El Don Juan (2005-2006)[5]
- Maître Puntila et son valet Matti (2007) de Bertolt Brecht[5]
- Les Fourberies de Scapin (2009-2010) de Molière
- Bolivar : fragments d'un rêve, un poème épico-musical (2009-2010)
- L'Éveil du printemps (2011-2013) de Frank Wedekind
- Les Cabots (2011)
- Roméo et Juliette de William Shakespeare (2012-2013)
- Le Conte des contes de Giambattista Basile (2020)

### Sources
- Fonds : Teatro Malandro (1989-2012) [4,51 ml].  Cote : TMA. Archives de la ville de Genève (présentation en ligne).

#### Ouvrages
- Milady Gurtner, Lina Hernandez et Lucien Guillermin, Teatro Malandro : Notice d'autorité selon la norme ISAAR(CPF), Archives de la ville de Genève, 2012 (lire en ligne)
- Philippe Coutant et al., Omar Porras & le Teatro Malandro, Nantes, Joca seria, coll. « Les Carnets du Grand T » (no 15), 2010, 164 p. (ISBN 9782848091433)

#### Articles
- Katia Berger, « Relifting pour la vieille dame », La Tribune de Genève,‎ 16 ilavr 2015 (lire en ligne)
- Alexandre Demidoff, « Omar Porras et le Teatro Malandro offrent un printemps de feu à la Cité Bleue à Genève », Le Temps,‎ 7 mars 2013 (lire en ligne)
- Brigitte Salino, « Les Noces de sang de Lorca portées à l'incandescence », Le Monde,‎ 5 novembre 1999 (lire en ligne)
- Colette Godard, « Un Othello de commedia dell'arte à Genève », Le Monde,‎ 21 octobre 1995 (lire en ligne)